# قاي كروسمان
قاي كروسمان هو سياسي كندي، ولد في 14 يونيو 1915 في Bouctouche ‏ في كندا، وتوفي في 12 يونيو 1989 في مونكتون في كندا. نشط حزبياً في الحزب الليبرالي الكندي. وقد انتخب عضو مجلس العموم الكندي.